# Leptotarsus (Aurotipula) brevitarsis
Leptotarsus (Aurotipula) brevitarsis is een tweevleugelige uit de familie langpootmuggen (Tipulidae). De soort komt voor in het Australaziatisch gebied.